# Cercy-la-Tour
Cercy-la-Tour [sɛʁsi la tuʁ] ist eine französische Gemeinde mit 1.683 Einwohnern (Stand 1. Januar 2022) im  Département Nièvre in der Region Bourgogne-Franche-Comté. Sie gehört zum Arrondissement Château-Chinon (Ville).

## Geografie
Der Ort liegt 42 Kilometer südöstlich von Nevers am Fluss Aron, an der Einmündung seines rechten Nebenflusses Canne und des linken Nebenflusses Alène. Außerdem durchquert der Schifffahrtskanal Canal du Nivernais, der hier parallel zum Aron verläuft, das Ortsgebiet. An der südwestlichen Gemeindegrenze verläuft das Flüsschen Donjon.

## Geschichte
In gallo-römischer Zeit war Cercy das Oppidum Cerciacum mit vier heute noch nachweisbaren Zugängen:
- Porte d’Aron am oberen Ende der Rue d’Aron
- Porte de Coulonges, entgegengesetzt, am unteren Ende der Rue Pasteur
- Porte de Bourgogne an der Kreuzung der Rue Louis Albert Morlon und der Rue des Vignes
- Porte de Paris an der Kreuzung der Rue de Bourgogne mit der Rue Saint Vallier

Zwischen 1790 und 1794 wurde die benachbarte Ortschaft Coddes eingemeindet. 1801 wurde der Ort von Cercy-sur-Aron nach Cercy-la-Tour umbenannt.

## Bevölkerungsentwicklung
| Jahr                       | 1962 | 1968 | 1975 | 1982 | 1990 | 1999 | 2007 | 2019 |
| Einwohner                  | 2150 | 2209 | 2320 | 2258 | 2108 | 2074 | 2061 | 1713 |
| Quellen: Cassini und INSEE |      |      |      |      |      |      |      |      |

## Verkehr
Cercy-la-Tour verfügt über einen Kreuzungsbahnhof der Bahnstrecken Nevers–Chagny und Clamecy–Gilly-sur-Loire und wird im Regionalverkehr durch TER-Züge bedient.

## Persönlichkeiten
- Antoine-Sylvestre Receveur (1750–1804), Gründer der Ordensgemeinschaft der Sœurs de la Retraite Chrétienne.

## Partnerstadt
- Vallendar, Rheinland-Pfalz, seit 1977.[1]